# Деогарх (город, Джаркханд)
Деога́рх или Деогха́р (англ. Deoghar, хинди देवघर) — центральный город округа Деогарх в штате Джаркханд, Индия. Это важный центр паломничества индуистов, имеющий в храме Вайдьянатха (Байдьянатха) один из 12 джьотирлингамов в Индии.
«Деогхар» является словом из языка хинди и буквально означает «обитель (гхар) богов (дев)». Как центр паломничества Деогарх известен также как Байдьянатх-дхам. Кроме джьотирлингама, имеет одну из 51 Шакти-питх. Это единственное место в Индии, где оба этих объекта поклонения находятся вместе. Деогарх также известен мелой (встречей) шраваны (5 месяца по индийской календарной системе). Каждый год между июлем и августом, то есть накануне месяца шравана, около 7—8 миллионов последователей приходят из разных частей Индии, чтобы получить священную воду из Ганга в Султангандже (в 108 км от Деогарха) и принести её Шиве. Непрерывная линия людей в жёлто-оранжевых одеждах в течение месяца тянется на протяжении всех 108 км.
В 200 метрах от храма Вайдьянатх находится священное место Шиваганга (Шив-Ганга). Когда Равана перевозил лингам на Ланку, то здесь ему захотелось испражниться. Он отдал лингам в руки брахману и ушёл. Когда он вернулся, то не нашел воды, чтобы очистить свои руки перед прикосновением к святыне. Тогда Равана ударил кулаком по земле, и на том месте образовалось озеро Шиваганга (Шив-Ганга).